# 临汾路街道
临汾路街道是中国上海市静安区下辖的一个街道，是一个住宅小区集中区。1988年10月从彭浦新村街道析出而建立。面积2.12平方公里，规划中将导入人口10万，以普通市民为主要导入对象。户籍人口5.37万人、居民2.12万户（2008年）。

## 地理位置
临汾路位于静安区的东北角，南与大宁路街道、西与彭浦新村街道相邻，东与虹口区江湾镇街道、北与宝山区高境镇相邻。

## 行政区划
临汾路街道下辖19个居委会：岭南路一百弄居委会、临汾路二九九弄居委会、岭南路二七零弄居委会、临汾路三七五弄居委会、临汾路三八零弄居委会、保德路四二五弄居委会、闻喜路二五一弄居委会、汾西路二六一弄居委会、阳曲路四七零弄居委会、阳曲路五七零弄居委会、岭南路七百弄居委会、汾西路二六零弄居委会、阳曲路七六零弄居委会、场中路一零一一弄居委会、景凤路403弄居委会、汾西路八十七弄居委会、闻喜路五五五弄居委会、临汾路九十九弄居委会、和源名城第一居委会。